# Велень (Олт)
Велень, Велені (рум. Văleni) — село у повіті Олт в Румунії. Входить до складу комуни Велень.
Село розташоване на відстані 106 км на захід від Бухареста, 39 км на південний схід від Слатіни, 78 км на схід від Крайови.

## Населення
За даними перепису населення 2002 року у селі проживала 2571 особа.
Національний склад населення села:
| Національність | Кількість осіб | Відсоток |
| -------------- | -------------- | -------- |
| румуни         | 2535           | 98,6%    |
| цигани         | 34             | 1,3%     |

Рідною мовою назвали:
| Мова      | Кількість осіб | Відсоток |
| --------- | -------------- | -------- |
| румунська | 2535           | 98,6%    |
| циганська | 34             | 1,3%     |